# Rajd Dolnośląski 1998
Rajd Dolnośląski 1998 – 12. edycja Zimowego Rajdu Dolnośląskiego. Był to rajd samochodowy rozgrywany od 20 do 21 lutego 1998 roku. Była to pierwsza runda Rajdowych Samochodowych Mistrzostw Polski w roku 1998. Rajd składał się z dwudziestu trzech odcinków specjalnych.

## Wyniki końcowe rajdu[1]
| Miejsce | Kierowca             | Pilot            | Samochód                     | Czas      | Strata   | Grupa Klasa |
| ------- | -------------------- | ---------------- | ---------------------------- | --------- | -------- | ----------- |
| 1       | Robert Gryczyński    | Tadeusz Burkacki | Toyota Celica GT-Four        | 2:05:55.1 | -        | A8          |
| 2       | Janusz Kulig         | Jarosław Baran   | Renault Mégane Maxi          | 2:07:41.7 | +1:46.6  | A7          |
| 3       | Bedřich Habermann    | Emil Horniaček   | Toyota Celica Turbo 4WD      | 2:10:41.8 | +4:46.7  | A8          |
| 4       | Piotr Świeboda       | Artur Skorupa    | Mitsubishi Lancer Evo IV     | 2:12:21.2 | +6:26.1  | N4          |
| 5       | Robert Herba         | Andrzej Górski   | Mitsubishi Carisma GT Evo IV | 2:13:33.1 | +7:38.0  | N4          |
| 6       | Wiesław Stec         | Stanisław Bazan  | Mitsubishi Lancer Evo III    | 2:14:56.5 | +9:01.4  | N4          |
| 7       | Jarosław Pineles     | Maciej Wodniak   | Mitsubishi Lancer Evo IV     | 2:15:27.4 | +9:32.3  | N4          |
| 8       | Zbigniew Stec        | Robert Bromke    | Mitsubishi Lancer Evo III    | 2:16:17.3 | +10:22.2 | A8          |
| 9       | Wojciech Zaborowski  | Tomasz Malec     | Mitsubishi Lancer Evo III    | 2:17:42.5 | +11:47.4 | N4          |
| 10      | Štěpán Ládík         | Jiří Hradil      | Škoda Felicia Kit Car        | 2:18:11.5 | +12:16.4 | A6          |
| 11      | Bartłomiej Baniowski | Piotr Wieczorek  | Subaru Impreza WRX           | 2:21:11.3 | +15:16.2 | N4          |
| 12      | Mariusz Ficoń        | Tomasz Ochman    | Renault Clio Williams        | 2:21:11.7 | +15:16.6 | N3          |

1. 1 2  Nieliczony w klasyfikacji RSMP